# Ángeles Flórez Peón
Ángeles Flórez Peón, född 17 november 1918 i Asturien, död 23 maj 2024 i Gijón, även känd som Maricuela, var en spansk aktivist och författare. Hon var hedersordförande för Asturienavdelningen för Juventudes Socialistas de España, det spanska socialistiska arbetarpartiets ungdomsförbund, och var vid hennes död den sista levande spanska socialistiska miliskvinnan. Genom hela sitt liv drev hon socialistiska frågor, och hon deltog vid en hög ålder i Pridetåg och protester mot urholkandet av det spanska pensionssystemet.
Flórez Peón föddes 1918 i Blimea-San Martín del Rey Aurelio i Asturien. Efter att hennes äldre bror Antonio dödades i Santa Marta Carbayín under undertryckandet av Asturienrevolutionen i oktober 1934, gick hon med i Juventudes Socialistas de Españas lokalavdelning i Asturien. 
När statskuppen ägde rum och det spanska inbördeskriget bröt ut gick hon med i den republikanska milisen, i vilken hon tjänstgjorde på Oviedofronten. Efter att nationalisterna tog Asturien under oktober 1937 dömdes hon till 15 års fängelse av en militärdomstol den 2 februari 1938, ett straff som senare reducerades till 9 år. Hennes dåvarande pojkvän avrättades 1939. Hon släpptes under övervakning augusti 1941, varefter hon gifte sig med Graciano Rozada Vallina, som arbetade med att organisera det spanska socialistiska arbetarpartiet. 
Han flydde augusti 1947 till Frankrike av rädsla för Francoregimen, dit hon också följde honom. De bosatte sig båda i Saint-Éloy-les-Mines där de levde fram till Flórez Péons man gick bort 2003. 2004 återvände hon till Asturien och bosatte sig återigen i Gijón där hon ägnade sig åt socialistisk aktivism fram till sin död den 23 maj 2024.

## Verk
- 2013 – Las sorpresas deben su. Gijón. ISBN 9788497047104.
- 2018 – Memorias de Ángeles Flórez Peón «Maricela». Fundación Pablo Iglesias.

## Källförteckning
1. 1 2  läs online, fsa-psoe.org .[källa från Wikidata]
2. 1 2  ”Flórez Peón, Ángeles” (på spanska). Fundación Pablo Iglesias. 16 februari 2012. https://fpabloiglesias.es/entrada-db/florez-peon-angeles/. Läst 9 juni 2024.
3. ↑  Nebot, Marta (5 juni 2018). ”Maricuela, la última miliciana socialista: 'Necesitamos una izquierda unida'” (på spanska). Público (Madrid). Arkiverad från originalet den 25 maj 2024. https://web.archive.org/web/20240525201027/https://www.publico.es/politica/maricuela-ultima-miliciana-socialista-necesitamos-izquierda-unida.html. Läst 9 juni 2024.
4. 1 2  Obituaries, Telegraph (30 maj 2024). ”Ángeles Flórez Peón, heroine of the Spanish Civil War who spent half a century in exile – obituary” (på brittisk engelska). The Telegraph. ISSN 0307-1235. https://www.telegraph.co.uk/obituaries/2024/05/30/angeles-florez-peon-spanish-civil-war-heroine-died-obituary/. Läst 9 juni 2024.